# Bursjön, Lappland
Bursjön är en sjö i Åsele kommun i Lappland och ingår i Lögdeälvens huvudavrinningsområde. Sjön har en area på 0,0728 kvadratkilometer och ligger 264,5 meter över havet.

## Delavrinningsområde
Bursjön ingår i det delavrinningsområde (712016-162317) som SMHI kallar för Ovan Mellansjöbäcken. Medelhöjden är 311 meter över havet och ytan är 14,1 kvadratkilometer. Räknas de 64 avrinningsområdena uppströms in blir den ackumulerade arean 643,32 kvadratkilometer. Avrinningsområdets utflöde Lögdeälven (Lögdån) mynnar i havet. Avrinningsområdet består mestadels av skog (87 procent) och sankmarker (11 procent). Avrinningsområdet har 0,07 kvadratkilometer vattenytor vilket ger det en sjöprocent på 0,5 procent.